# Astrantia minor
Astrantia minor är en växtart i släktet stjärnflockor och familjen flockblommiga växter. Den beskrevs av Carl von Linné 1753.
Astrantia minor är en perenn art som förekommer i Pyrenéerna, sydvästra Alperna och norra Apenninerna.